# Ernst Unger (Mediziner, 1915)
Ernst Unger (* 15. Dezember 1915 in Frankfurt am Main; † 25. Januar 2011 in Überlingen) war ein deutscher Allgemeinarzt und ärztlicher Standespolitiker.

## Leben
Geboren als Sohn eines Facharztes für Innere Krankheiten und Nervenkrankheiten, begann er nach Schulbesuch und Abitur in Berlin 1934 das Medizinstudium zunächst in Bern, sodann in München, wo er 1940 das Staatsexamen absolvierte. Weil sein Vater Jude war, durfte er weder promovieren, noch als Arzt arbeiten. Nach neunmonatiger Tätigkeit bei einer Sanitätseinheit der Wehrmacht wurde Ernst Unger wegen seiner Abstammung entlassen. Bis zum Frühjahr 1943 war er an einer Privatschule als Sportlehrer und Bürohelfer und danach in der Landwirtschaft in einer kleinen Landgemeinde bei Überlingen tätig. Nach dem Krieg folgte zunächst eine ärztliche Tätigkeit am Städtischen Krankenhaus in Überlingen, bis er sich 1948 in Heiligenholz im Landkreis Überlingen als Praktischer Arzt niederließ. 1954 wechselte er nach Überlingen, wo er bis 1989 als Allgemeinmediziner tätig war.
Von 1981 bis 1991 war Ernst Unger Präsident der Bezirksärztekammer Süd-Württemberg. Ab 1990 war er Vorsitzender der Ethikkommission
der Landesärztekammer Baden-Württemberg gewählt.

## Ehrungen (Auswahl)
- Ernst-von-Bergmann-Plakette der Bundesärztekammer (1977)
- Albert-Schweitzer-Medaille der Landesärztekammer Baden-Württemberg
- Bundesverdienstkreuz am Bande
- Paracelsus-Medaille (1995)